# Ōmachi Keigetsu
En aquest nom japonès, el cognom és Ōmachi.
Ōmachi Keigetsu (japonès: 大町桂月; Kōchi, 6 de març de 1869—Towada, 10 de juny de 1925) va ser un escriptor, poeta i crític literari japonès.
Va néixer a la ciutat de Kōchi, a l'illa de Shikoku, el 1869. A la mort del seu pare, succeïda el 1880, va marxar a viure a Tòquio. Acabada l'educació secundària va cursar Literatura Japonesa a la Universitat Imperial i s'hi graduà el 1896. Poc després va esdevenir membre del consell editorial de la revista literària Teikoku Bungaku i hi va publicar també algunes obres de prosa i poesia moderna. Juntament amb Yosano Tekkan va participar del moviment de renovació de la poesia tanka, incloent-hi el waka. D'altra banda, juntament amb els seus antics companys de classe d'universitat, Shioi Ukō i Takeshima Hagoromo, va escriure l'obra Bibun Inbun Hana Momiji, amb la qual va assolir una fama considerable.
Durant un temps va fer de mestre a l'escola secundària Hagawa, a Izumo, i després va ser membre de l'empresa Hakubunkan, succeint a Takayama Chogyū com a crític literari de la revista Taiyō, alhora que publicava peces crítiques a altres revistes com Bungei Kurabu i Chūgaku Sekai. Algunes de les seves crítiques van ser especialment dures contra autors que, suposadament, semblaven ser contraris a la guerra o crítics amb la família imperial, als quals va qualificar d'antipatriòtics o, directament, de traïdors. De 1909 a 1918 va ser editor de la revista Gakusei, dedicant la seva atenció a l'exercici intel·lectual i moral dels joves. Tanmateix, en els darrers anys de la seva vida va aficionar-se a viatjar, que va esdevenir una veritable passió. Va escriure diverses obres descriptives del seu viatge a la revista Chūō Kōron. Va apreciar de forma destacada l'establiment de banyes termals Tsuta, situat a la costa del llac Towada, que va convertir en el seu lloc de residència i hi va morir el 1925. Va ser enterrat al cementiri Zoshigaya, a Tòquio.
Va ser un autor que creia en l'estil pròpiament individual, escrigué d'una manera elegant i fluïda, que reflectiva la seva franquesa i sinceritat. A mesura que va anar cap a la maduresa, cada vegada va ser menys convencional i les seves obres van adquirir un to més lleuger i enginyós. Pel que als seus assaigs, en especial els articles de viatge, té un estil també molt diferent a altres autors.
Cada 15 de setembre és homenatjat amb una ofrena de sake per part de l'empresa Keigetsu, fundada el 1877, la qual comparteix el mateix nom, com a memorial de l'autor, el qual era aficionat a aquesta beguda, així com als viatges.